# Regnévelle
Regnévelle ist eine französische Gemeinde mit 122 Einwohnern (Stand: 1. Januar 2022) im Département Vosges in der Region Grand Est. Sie gehört zum Arrondissement Neufchâteau und zum Kanton Darney. Die Bewohner werden Regnévellois und Regnévelloises genannt.

## Geografie

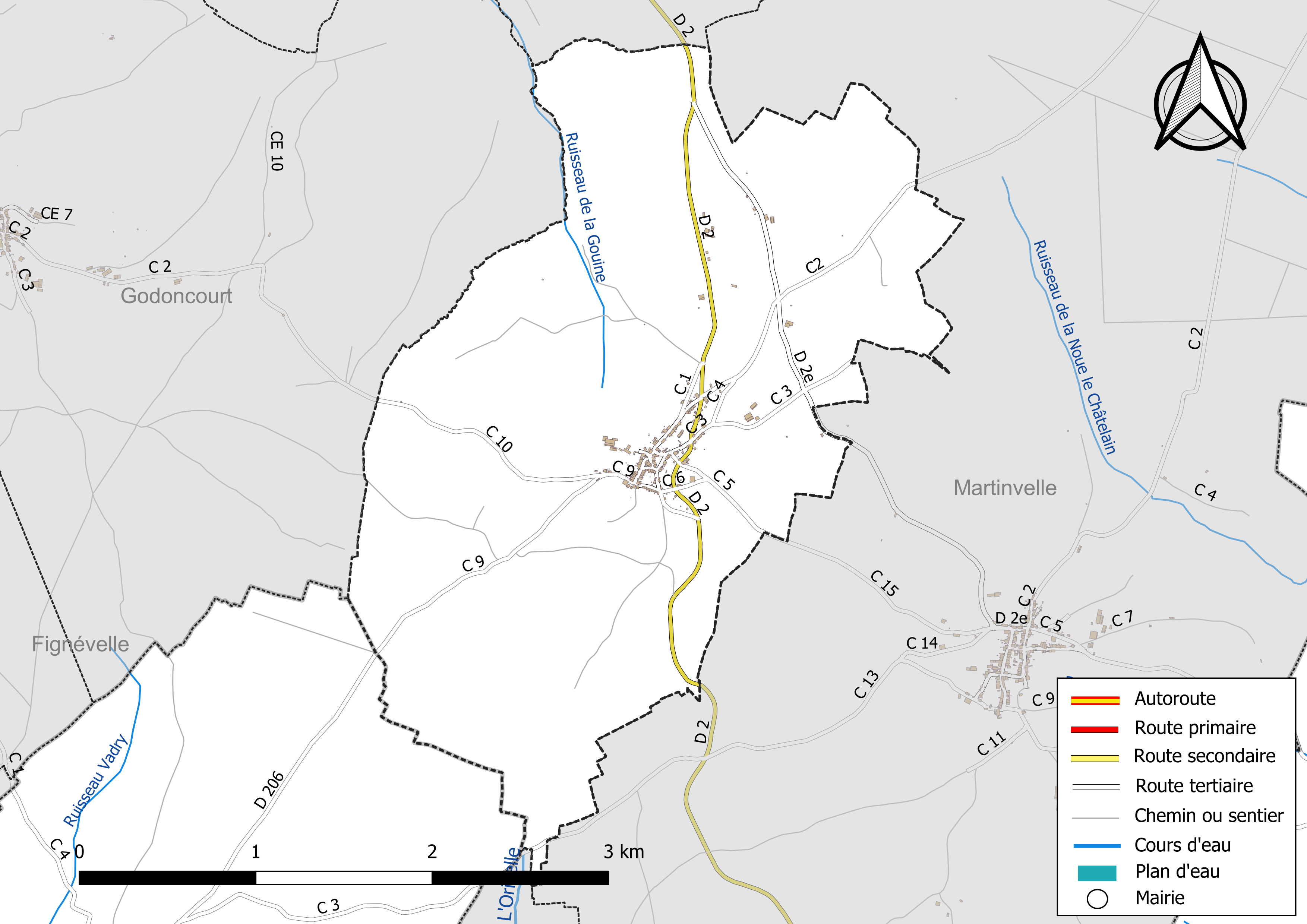
Gewässer und Straßen der Gemeinde

Regnévelle liegt im äußersten Südwesten der ehemaligen Region Lothringen etwa 24 Kilometer südöstlich von Vittel und etwa 43 Kilometer südwestlich von Épinal an der Grenze zum Département Haute-Saône. Die Gemeinde liegt im Einzugsgebiet der oberen Saône und wird vom Ruisseau de la Gouine entwässert.
Nachbargemeinden von Regnévelle sind Monthureux-sur-Saône im Norden, Martinvelle im Osten, Ameuvelle im Süden, Bousseraucourt (Haute-Saône) im Südwesten sowie Godoncourt im Westen.

## Bevölkerungsentwicklung

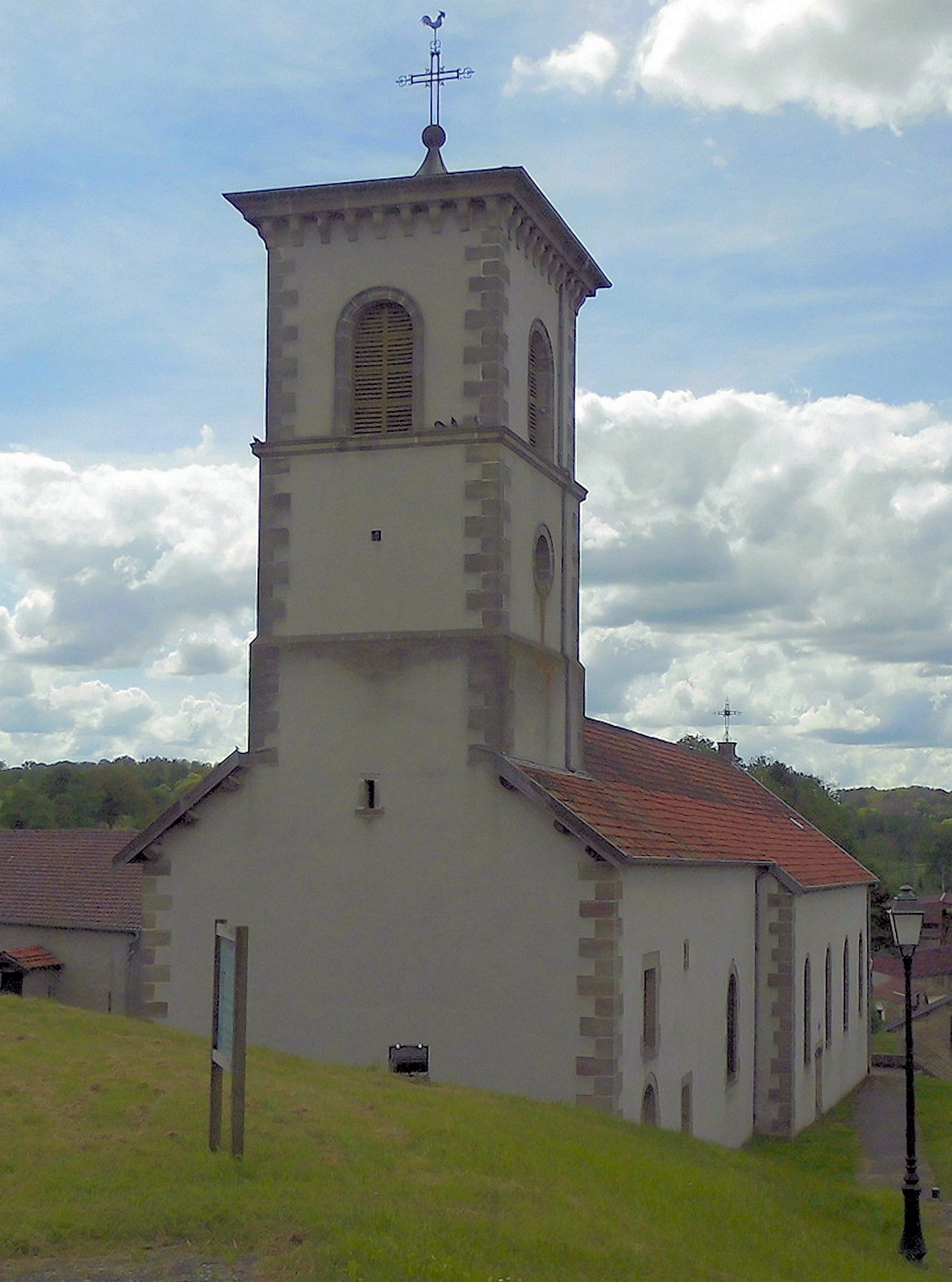
Kirche Saint-Roch

| Jahr      | 1962 | 1968 | 1975 | 1982 | 1990 | 1999 | 2008 | 2019 |
| Einwohner | 185  | 199  | 182  | 171  | 167  | 167  | 144  | 122  |

## Sehenswürdigkeiten
- Kirche Saint-Roch (St. Rochus)